# LHS 288
LHS 288 (Luyten 143-23) ist ein Roter Zwerg in einer Entfernung von etwa 15,8 Lichtjahren von der Sonne und der nächstgelegene im Sternbild Kiel des Schiffs (nahe Eta Carinae). Er ist mit einer scheinbaren Helligkeit von 13,92 mag viel zu schwach, um mit bloßem Auge gesehen zu werden.
Jüngste Studien deuten darauf hin, dass er einen Planeten mit einer Masse von nur 2,4 Jupitermassen beherbergen könnte, aber die Möglichkeit, dass er an einem unentdeckten schwachen Stern vorbeigezogen ist, konnte nicht ausgeschlossen werden.